# Pherotesia funebris
Pherotesia funebris là một loài bướm đêm trong họ Geometridae.